# Milchberg

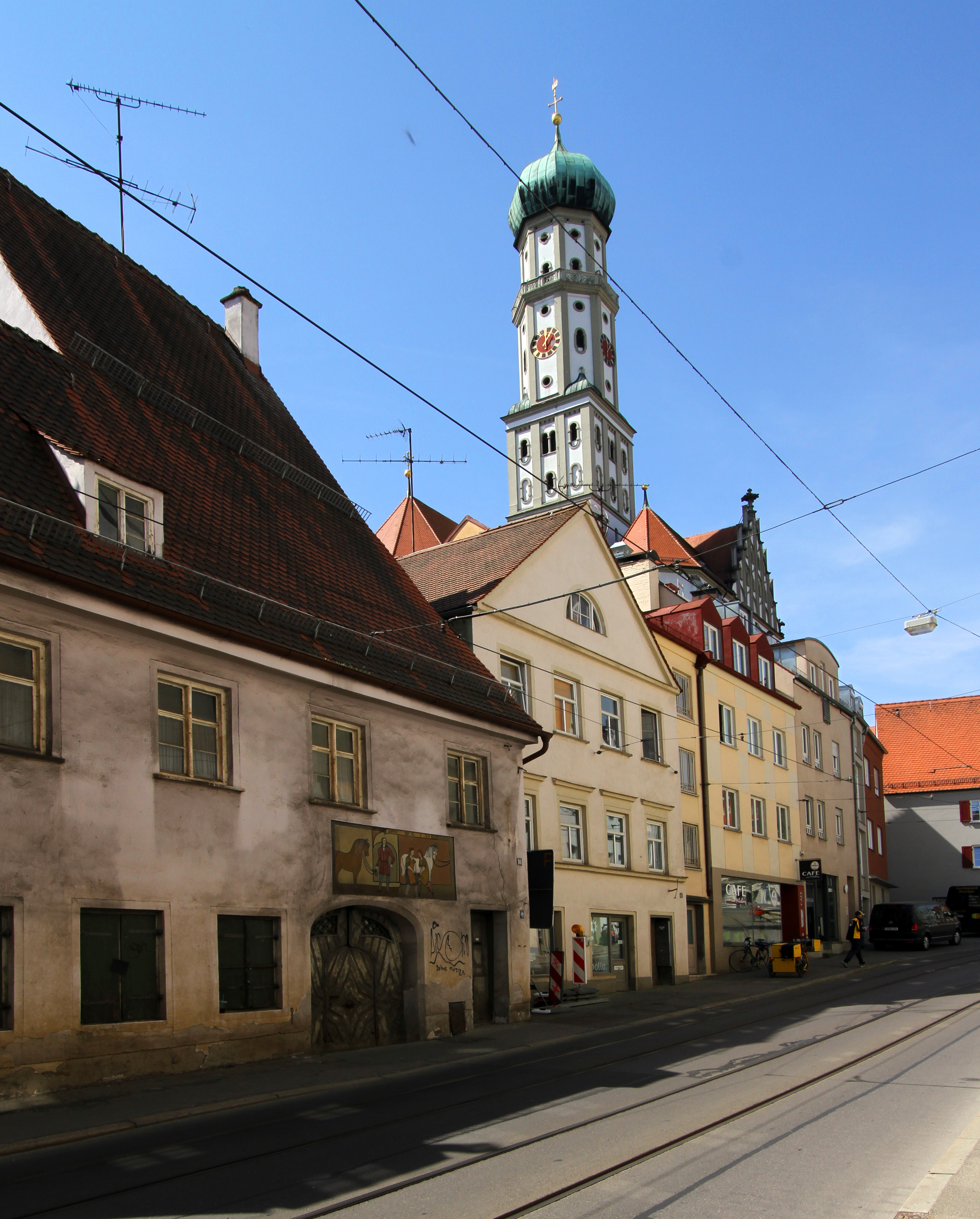
Milchberg mit der Alten Schmiede (links) und im Hintergrund mit dem Turm der katholischen Stadtpfarrkirche St. Ulrich und Afra (Foto: 2018)

Der Milchberg ist ein Straßenabschnitt mit Straßenbahngleisen in der Augsburger Innenstadt, der vom Ulrichsplatz hinunter zur Margaretenstraße führt und dort die Bäckergasse bzw. die Spitalgasse kreuzt. Im Verlauf des Milchberges münden nordseitig das schmale Afragäßchen, ihm gegenüber die Peter-Kötzer-Gasse und ebenfalls südseitig zuletzt die Zwerchgasse ein. Der Straßenname geht auf den ursprünglich dort vom Augsburger Rat im Jahre 1561 (oder 1569) verordneten Milchmarkt zurück. Bereits im Jahre 1613 wurde diese Anordnung jedoch wieder aufgehoben und die Händler konnten ihre Milch in der ganzen Stadt verkaufen.
Sowohl auf der Südseite als auch auf der Nordseite des Milchberges befinden sich einige historische Bauten. Besonders erwähnenswert ist die sog. Alte Schmiede (Hausnummer 16). Das Haus stammt im Kern aus dem 15. Jahrhundert und beherbergte bis 1967 eine Schmiede. 